# Markus Suttner
Markus Suttner (* 16. April 1987 in Hollabrunn) ist ein ehemaliger österreichischer Fußballspieler.

## Karriere

### Verein
Der gebürtige Niederösterreicher begann seine Fußballkarriere 1993 bei den Jugendmannschaften des SK Wullersdorf. Von September 2000 bis Juni 2001 besuchte er das LAZ Hollabrunn-Eggenburg. Mit 14 Jahren wechselte er in die Frank-Stronach-Akademie des FK Austria Wien an der HTL Hollabrunn und absolvierte dort im Frühjahr 2006 die Matura. Bereits 2005 kam er über die Akademie in den Amateur-Kader der Veilchen. Sein Debüt in der Red Zac-Ersten Liga gab er im Juli 2005 im Alter von 18 Jahren. Im Sommer 2008 wurde der Linksfüßer in den Profikader aufgenommen und kam Anfang Oktober 2008 erstmals in der österreichischen Fußball-Bundesliga zum Einsatz. 2013 wurde er mit der Austria österreichischer Meister.
Suttner spielte ab der Saison 2015/16 für den FC Ingolstadt 04. Am 13. Spieltag der Saison 2016/17 erzielte Suttner bei der 1:2-Niederlage gegen Werder Bremen per direktem Freistoß seinen ersten Treffer in der deutschen Bundesliga.
Im Juni 2017 wechselte Suttner zum Premier-League-Aufsteiger Brighton & Hove Albion und hielt mit der Mannschaft die Klasse.
Mitte Januar 2019 verliehen die Seagulls den Verteidiger bis Saisonende an den deutschen Bundesliga-Aufsteiger Fortuna Düsseldorf. Bis zum Ende der Saison 2018/19 kam Suttner unter Friedhelm Funkel auf 6 Bundesligaeinsätze, in denen er ein Tor erzielte.
In der Sommervorbereitung kehrte Suttner zunächst nach Brighton zurück. Ende Juli 2019 wechselte er erneut zu Fortuna Düsseldorf und unterschrieb einen Vertrag bis zum Ende der Saison 2019/20. Nach dem Abstieg aus der Bundesliga mit der Fortuna verließ er den Verein nach Vertragsende nach der Saison 2019/20.
Zur Saison 2020/21 kehrte er zur Austria zurück, bei der er einen bis Juni 2022 laufenden Vertrag erhielt. Nach dem Ende seines Vertrags in Wien beendete er nach der Saison 2021/22 im Alter von 35 Jahren seine Profikarriere.
Suttner kehrte daraufhin zur Saison 2022/23 zu seinem sechstklassigen Heimatverein SK Wullersdorf zurück. Zur Saison 2024/25 wechselte er zum fünftklassigen ASV 13 nach Wien.

### Nationalmannschaft
Am 8. November 2011 wurde Suttner vom neuen Teamchef Marcel Koller erstmals in die österreichische A-Nationalmannschaft einberufen. Am 29. Februar 2012 gab er in einem Testspiel gegen Finnland in Klagenfurt sein Teamdebüt.
Bei der Fußball-Europameisterschaft 2016 in Frankreich gehörte er zum österreichischen Aufgebot, wurde aber wie György Garics im Turnier nicht eingesetzt. Im Mai 2017 gab Suttner bekannt, nicht länger für die ÖFB-Auswahl auflaufen zu wollen und seine Teamkarriere zu beenden.

## Erfolge
- Österreichischer Cup-Sieger: 2009
- Österreichischer Meister 2013
- Teilnahme an der U19-Europameisterschaft: 2006 (Halbfinale)
- Teilnahme an der U20-Weltmeisterschaft: 2007 (4. Platz)

## Privates
Im Juni 2015 fand die kirchliche Hochzeit von Markus Suttner und Andrea statt.
Suttners älterer Bruder Jürgen (* 1984) spielt seit 2002 als Verteidiger für den SC Retz.